# Marcq (Ardenne)
Marcq è un comune francese di 114 abitanti situato nel dipartimento delle Ardenne nella regione del Grand Est.

## Società

### Evoluzione demografica
Abitanti censiti